# Kalimuna
Kalimuna era una ciutat hitita situada al nord del país, que des del començament del segle xiv aC estava en mans dels kashka.
El rei Subiluliuma I, quan va anar a recuperar la important ciutat d'Istahara va alliberar també les ciutats de Kalimuna i Manaziyara, que van passar de nou a l'Imperi hitita.